# Jocelyn Addison
Jocelyn Addison (19 de marzo de 1981) es un deportista canadiense que compitió en taekwondo. Ganó dos medallas en el Campeonato Panamericano de Taekwondo en los años 2004 y 2006.

## Palmarés internacional
| Campeonato Panamericano | Campeonato Panamericano          | Campeonato Panamericano | Campeonato Panamericano |
| Año                     | Lugar                            | Medalla                 | Categoría               |
| ----------------------- | -------------------------------- | ----------------------- | ----------------------- |
| 2004                    | Santo Domingo ( Rep. Dominicana) | Medalla de bronce       | –58 kg                  |
| 2006                    | Buenos Aires (Argentina)         | Medalla de oro          | –58 kg                  |